# Овчарова, Живка
 Живка Овчарова  (болг.  Живка Овчарова; род. 11 января 1957 года) — болгарский специалист в области энергетики и компьютерной графики. Выпускник Московского энергетического института (1982). Профессор Технологического института в немецком городе Карлсруэ (KIT).

## Биография
Живка Овчарова родилась 11 января 1957 года в Болгарии. В 1975 году поступила учиться в Софийский технический университет, однако продолжила образование в Москве. С 1976 по 1982 год училась в Московском энергетическом институте (ныне Национальный исследовательский университет «МЭИ»). Училась на факультете теплоэнергетики.
По возвращении в Болгарию в 1983 году устроилась на работу научным сотрудником в Болгарскую академию наук. С октября 1987 года работала в Институте компьютерной графики им. Фраунгофера (Fraunhofer IGD) в Дармштадте. В 1992 году в Софии получила степень доктора технических наук. С 1996 года занималась компьютерной графикой в Техническом университете Дармштадта, с 1998 по 2003 год работала начальником отдела кампании Adam Opel GmbH группы General Motors.
В октябре 2003 года Живка Овчарова вернулась на работу в институт Technische Hochschule Karlsruhe в качестве технического директора по управлению информацией. С 2003 года Живка Овчарова — профессор Технологического института Карлсруэ (KIT). С 2004 года работает в компьютерном Исследовательском центре Карлсруэ (FZI).
В 2011 году Софийский технологический университет удостоил Живку Овчарову степенью почетного доктора наук.

## Труды
A framework for feature based product design: fundamental principles, system concepts, applications. VDI, Düsseldorf 1997, ISBN 3-18-324120-X (Dissertation, TH Darmstadt).